# Chiapilla
Chiapilla es una localidad del estado de Chiapas, en el sur de México cabecera del municipio homónimo. Está ubicada en la posición 16°32′43″N 92°40′59″O / 16.54528, -92.68306, a una altitud de 488 m s. n. m.

## Toponimia
El nombre Chiapilla se interpreta como el diminutivo de Chiapas, estado al que pertenece el municipio y su localidad cabecera.

## Demografía
Cuenta con 4329 habitantes lo que representa un incremento promedio de 1.3% anual en el período 2010-2020 sobre la base de los 3809 habitantes registrados en el censo anterior. Ocupa una superficie de 1.648 km², lo que determina al año 2020 una densidad de 2627 hab/km².
| Gráfica de evolución demográfica de Chiapilla entre 1900 y 2020 |
|                                                                 |
| INEGI.                                                          |

Según el Censo de Población y Vivienda 2020, efectuado por el Instituto Nacional de Estadística y Geografía, la localidad de Chiapilla tiene 4,329 habitantes, de los cuales 2,177 son del sexo masculino y 2,152 del sexo femenino. Su tasa de fecundidad es de 2.44 hijos por mujer y tiene 1,124 viviendas particulares habitadas.
En el año 2010 estaba clasificada como una localidad de grado alto de vulnerabilidad social.
La población de Chiapilla está mayoritariamente alfabetizada (16.40% de personas analfabetas al año 2020) con un grado de escolarización en torno de los 6 años. Solo el 7.28% de la población se reconoce como indígena.